# Довженко Ірина Павлівна
Іри́на Па́влівна Довже́нко (11 лютого 1937, П'ятигорськ — 21 серпня 2007, Вінниця) — український скульптор; член Спілки радянських художників України з 1966 року; одна із засновниць Вінницької обласної організації Спілки художників України у 1976 році. Дружина художника Анатолія Довженка, мати художниці Ольги Довженко.

## Біографічні відомості
Народилася 11 лютого 1937 року у місті П'ятигорську Ставропольського краю (нині Росія). Упродовж 1948—1955 років навчалася у Київській художній середній школі імені Тараса Шевченка; у 1955—1962 роках — на скульптурному відділенні Київського художнього інституту. Була ученицею Олексія Олійника, Івана Макогона. Дипломна робота — скульптура «На панщині» (керівник Михайло Лисенко).
Мешкала у Вінниці в будинку на проспекті Космонавтів, № 3, квартира № 31. Померла у Вінниці 21 серпня 2007 року.

## Творчість
Працювала у галузі станкової та монументальної скульптури. Серед творів:
станкова скульптура
- «На панщині» (1963, оргскло; Шевченківський національний заповідник);
- «Мати солдата» (1965, гіпс тонований);
- «Нове Полісся» (1967);
- «Поліська мати» (1968, штучний камінь);
- «Рік 1941» (1969, гіпс тонований);
- «Солдатка» (1975);
- «Материнство» (1976, мармурова крихта);
- «Поет Анатолій Бортняк» (1978, гіпс тонований);
- «Дівчина» (1982, гіпс тонований);
- «Художник» (1984, гіпс);
- «Юнак» (1985, гіпс);
- «Художник Хамзат Кримшамхалов» (1985, гіпс тонований);
- «Генерал-майор ВПС В. Д. Новиков» (1986, гіпс);
- «Венера» (1986, гіпс);
- «Полководець Олександр Суворов» (1987, гіпс);
- «Художник Михайло Чорний» (1988, гіпс тонований);
- «Дочка Оля» (1990, гіпс);
- «Ляля Ратушна» (1995);

Крім згаданого заповідника, роботи скульпторки зберігаються у Музейному комплексі Вінницького національного технічного університету, де створена «Меморіальна зала родини Довженко», у Вінницькій обласній організації Національної спілки художників України.
монументальні роботи
- меморіальний ансамбль пам'яті односельців, загиблих у роки німецько-радянської війни в селі Люленцях Вінницької області (1968);
- пам'ятники героям німецько-радянської війни у Рівненській та Вінницькій областях (1970–1980-ті);
- погруддя революціонера Федора Криворучка у селі Качківці Вінницької області (1980, бронза);
- пам'ятник комсомольцям у місті Калинівці (1980-ті; демонтований);
- погруддя Миколи Врублевського у Барі (1986, кована мідь);
- погруддя письменника Ярослава Шпорти у Вінниці (1987, бронза);
- погруддя письменника Василя Земляка у Вінниці (1987, бронза);
- погруддя Петра Запорожця, Миколи Леонтовича у Вінниці.

|                            |                               |                          |                         |                          |                            |
| погруддя Федора Криворучка | погруддя Миколи Врублевського | погруддя Ярослава Шпорти | погруддя Василя Земляка | погруддя Петра Запорожця | погруддя Миколи Леонтовича |

Учасниця обласних, республіканських, всесоюзних виставок з 1963 року. Персональна виставка відбулася у Вінниці в 2000 році.